# トムソーヤレンタカー
トムソーヤレンタカー （とむそーやれんたかー）は、北海道中標津町でオープンカーの外車など他のレンタカーにはないラインナップを持つレンタカーである。小野自動車商会が運営している。

## 概要
1970年代のコルベットスティングレー・ベンツ450SLコンバーチブルをはじめ、
外車でオープンカーなどレンタカーとしてはちょっと特殊な車種を取り扱う。

## 運営会社
- 株式会社小野自動車商会
  - 住所:北海道標津郡中標津町東16条南1丁目8番地